# Ruuhijärvi (sjö i Lappland, lat 66,87, long 24,65)
Ruuhijärvi är en sjö i Finland. Den ligger i kommunen Pello i landskapet Lappland, i den norra delen av landet, 700 km norr om huvudstaden Helsingfors. Ruuhijärvi ligger 174,3 meter över havet. Arean är 39,7 hektar och strandlinjen är 3,36 kilometer lång. Sjön  ingår i Torne älvs huvudavrinningsområde. 